# Geffen Records
Geffen Records é uma gravadora norte-americana, fundada em 1980 pelo produtor musical e teatral David Geffen (também criador do selo Asylum Records, incorporado pela gravadora Elektra Records em 1972) que fez muito sucesso nos anos 80 e 90 com Cher, Kylie Minogue, Enya e bandas como Aerosmith, Guns N' Roses e Nirvana.
Em 1990, a Geffen Records foi comprada pela MCA (Music Corporation of America), atual Universal Music Group, passando a integrar o grupo de selos Interscope-Geffen-A&M (formado também pelos selos Interscope Records e A&M Records).

## Artistas do selo[1]
- Ashlee Simpson
- Alex Band
- Audioslave
- Beck
- Blink-182
- Colby O'Donis
- Cher
- Debbie Harry
- Emmy Rossum
- Enya
- Extreme
- Guns N' Roses
- Haylie Duff
- Hilary Duff
- Hole
- John Lennon
- Katseye
- Kylie Minogue
- Lifehouse
- Manowar
- Misfits
- Mary J. Blige
- Nelly Furtado
- New Found Glory
- Nirvana
- Orianthi
- Olivia Rodrigo
- Papa Roach
- Remy Zero
- Sigur Rós
- Siouxsie & The Banshees
- Sonic Youth
- Tesla
- The Stone Roses
- The Game
- The Like
- Rise Against
- Weezer
- Girlicious
- Whitesnake